# Urusovové
Urusovové, ve francouzské transkripci též Ouroussoff (rusky Урусов / Уру́совы) je ruská knížecí rodina nogajského původu. Jméno rodu pochází z tureckého výrazu urus, s významem „ruský“).

## Historie rodu
Urusovská knížata, stejně jako Jusupovové, Šeďakovové, Kutumovové a Bajtěrekovové, mají původ ve vládnoucí vrstvě Nogajské hordy. Zakladatelem rodu byl Edigej Mangit, potomek mocných šlechticů Zlaté hordy, oblíbenec turskického vládce a dobyvatele Tamerlána, vítěz nad litevským velkoknížetem Vitoldem na břehu řeky Vorskly z roku 1399. Později obléhal Moskvu, v prosinci 1407 zpustošil Trojicko-sergijevskou lávru a nakonec se stal vládcem nogajských Tatarů.
Jeho vnuk Musa-Murza uzavřel roku 1489 spojenectví s carem Ivanem III. Vasljevičem.
V polovině 17. století rodinu Urusovů, která se později rozvětvila a rozdrobila, tvořili pouze čtyři bratři (podle některých zdrojů vzdálení bratranci cara Alexeje I.). Historik Grigorij Kotošichin je řadil mezi nejvyšší aristokracii v Ruském carství. Petr Arslanovič měl jediného syna, Vasilije Petroviče, jenž byl komorníkem cara Fjodora III. Byl ženatý s kněžnou Stepanidou Ivanovnou Repninovou a nezanechal potomky.

## Význační členové rodu

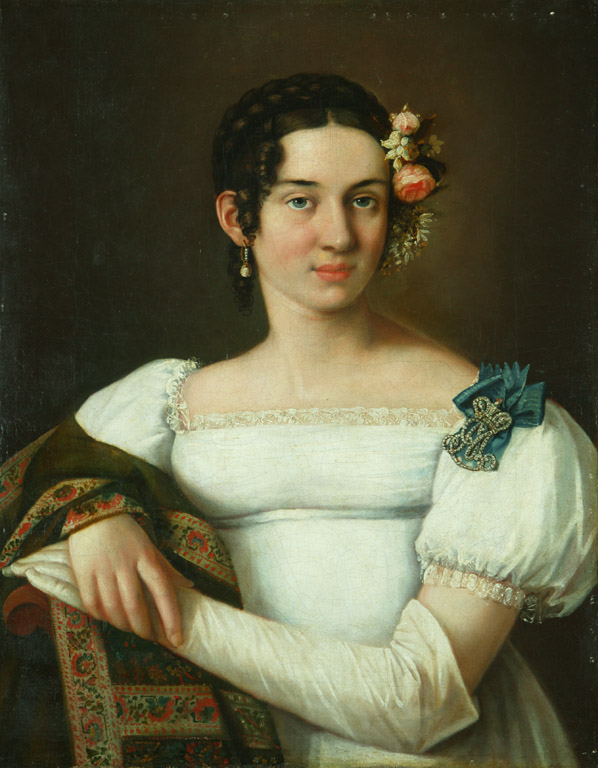
Marie Ususovová, manželka kancléře A. M. Gorčakova

- Andrej Urusov (také známý jako Kasim-Murza, 1590–1647) - velitel novgorodské pevnosti v 17. století, syn Satji-Murzy, zakladatele rodové větve tatarských knížat
- Alexandr Ivanovič Urusov (1843–1900) - ruský právník a literární kritik
- Alexandr Michajlovič Urusov (1766–1853) - prezident moskevské soudní kanceláře, dědeček Alexandra Ivanoviče Urusova
- Vasilij Urusov († 1741) - ruský kontradmirál, zakladatel ruské kaspické flotily
- Lev Vladimirovič Urusov (1877–1933) - ruský diplomat
- Pjotr Vasiljevič Urusov - zakladatel petrohradské Divadelní společnost v roce 1776
- Sergej Nikolajevič Urusov (1816–1883) - ruský politik
- Sergej Semjonovič Urusov (1827–1897) - ruský šachista
- Sergej Dmitrijevič Urusov (1862–1937) - ruský politik
- Nicolai Vladimirovich Ouroussoff (* 3. října 1962) - v letech 2004–2011 kritik architektury pro New York Times.